# ويلفريد كانتويل سميث
ويلفريد كانتويل سميث هو عالم عقيدة كندي، ولد في 21 يوليو 1916 في تورونتو في كندا، وتوفي بنفس المكان في 7 فبراير 2000.